# Sæbbi
Sæbbi (també dit sant Sebbi o Sebba) va ser rei d'Essex conjuntament amb Sighere, el qual el va morir l'any 683 i després va governar en solitari.
Sebbi era fill de Sexred. Sebbi i Sighere i eren cosins del seu predecessor, Swithhelm. El 665 Sighere va fer apostasia i va tornar a les antigues creences paganes, mentre que Sebbi va ser sempre cristià. Aviat van esdevenir rivals, Sighere va cercar aliances en Wessex i Sebbi en Mèrcia. Com a resultat d'aquesta rivalitat, l'any 665 Wulfhere de Mèrcia va acabar tenint el control sobre Essex i va enviar Jaruman, bisbe de Mèrcia, per reconvertir el poble d'Essex cap al cristianisme.
El 686, Cædwalla de Wessex, es va establir com a senyor d'Essex, per damunt de Sebbi. Cædwalla va obligar Sebbi a unir-se al seu exèrcit per envair Kent i fer fora el rei Eadric. Després d'aquesta campanya, Sebbi va ser governant de la part oriental de Kent. Probablement va ser en aquesta època que Sebbi va fundar la primera abadia de Westminster. Sebbi va donar a Waldhere, el bisbat de Londres i li va donar molts diners perquè els repartís entre els pobres.
Es creu que Sebbi va abdicar l'any 694, en sentir-se malalt, i va ingressar en un monestir mentre deixava el govern en mans dels seus dos fills: Sigeheard i Swaefred a Essex, i Swæfheard a la part oriental de Kent. Sebbi va morir el 695 i el van enterrar en l'antiga catedral de sant Pau, a Londres, on va ser venerat com a sant. Segons Beda va passar un fet miraculós: van portar per un taüt de pedra i quan l'anaven a ficar dins es van adonar que el rei era una mica més llarg que el taüt i van dubtar si fer portar un altre taüt o si escurçar el cos posant les cames doblegades; mentre s'ho rumiaven van decidir ficar-li un coixí sota el cap i llavors el taüt es va allargar quatre dits més que el cos.Aquest taüt va sobreviure un incendi que va haver el 1087. Al segle xii van traslladar les seves restes mortals a un sarcòfag de marbre negre que Wenceslaus Hollar va retratar per il·lustrar un llibre titulat Dugdale's History of St Paul. La tomba va quedar destruïda en el gran incendi del 1666 i actualment hi ha una placa commemorativa a l'interior de la reconstruïda catedral.